# Sue Hendrickson
Susan «Sue» Hendrickson (Chicago, 2 de desembre de 1949) és una paleontòloga i arqueòloga estatunidenca, coneguda pel descobriment del fòssil més gran i complet mai trobat de Tyrannosaurus rex.

## Biografia

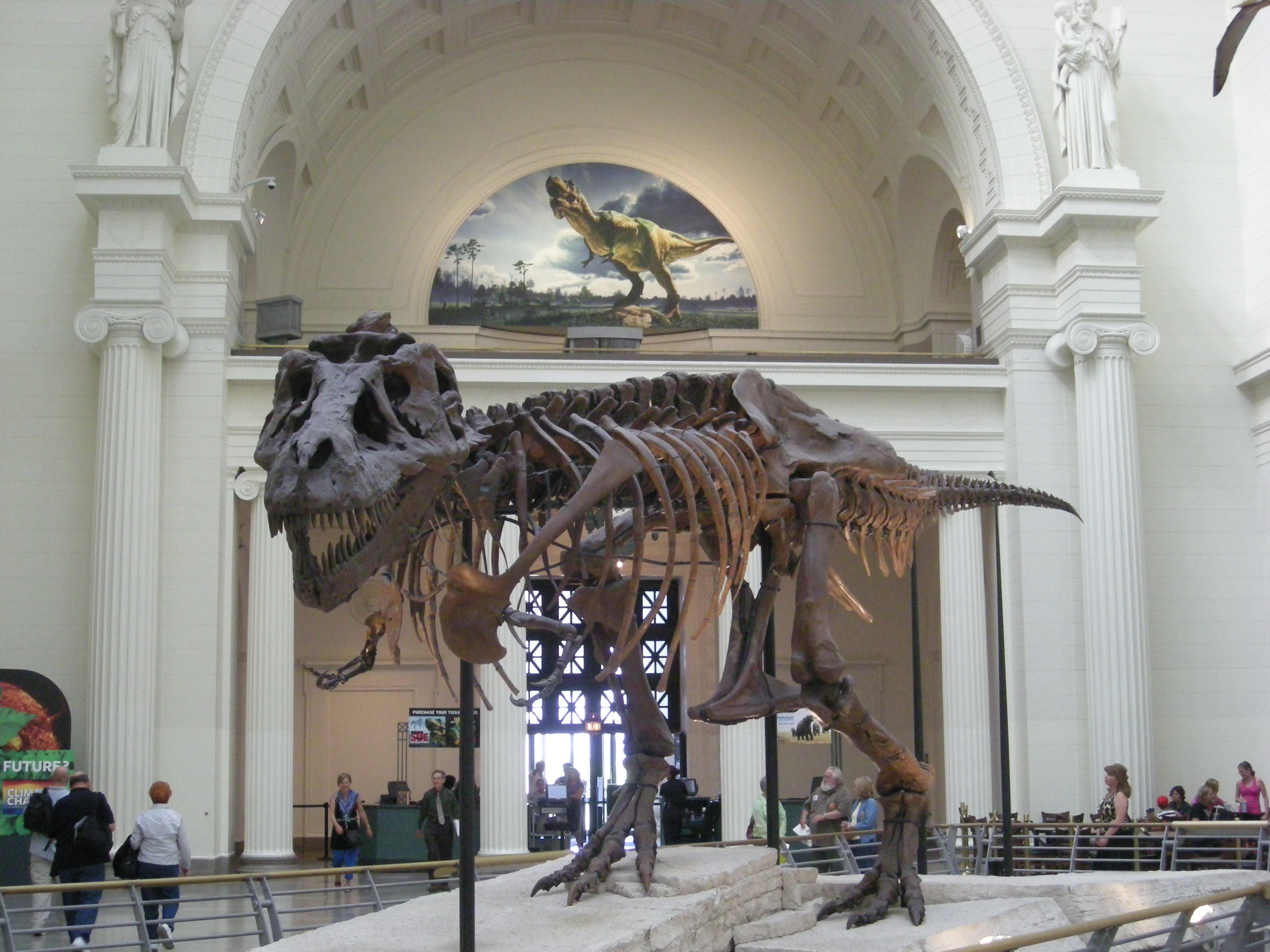
Sue, fòssil de Tyrannosaurus rex descobert per Sue Hendrickson, en el Museu Field d'Història Natural.

Va néixer a Chicago, Illinois, el 2 de desembre de 1949, però va créixer en Munster, Indiana. A causa de l'avorriment que li produïen els estudis va abandonar aquests a l'edat de disset anys. Va començar a dedicar-se professionalment al submarinisme l'any 1971, realitzant, entre altres coses, treballs d'arqueologia subaqüàtica. Va formar part de l'equip que va rescatar ceràmica xinesa del galió espanyol San Diego, enfonsat enfront de les costes de les Filipines.
Entre les seves troballes paleontològiques es troben fòssils de cetacis en el Desert costaner del Perú i restes d'insectes conservats en ambre de 24 Ma. d'edat en la República Dominicana. En l'estiu de 1990 va descobrir un esquelet fòssil de Tirannosaurus rex a Dakota del Sud que va ser excavat en disset dies per un equip de sis persones. Aquest fòssil és el més gran i complet exemplar d'aquesta espècie que s'ha trobat. Es troba exposat en el Museu Field d'Història Natural i rep el nom de Sue en homenatge a la seva descobridora.

## Obra
- Hunt for the Past: My Life as an Explorer (2001, autobiografia).